# Chetogena noera
Chetogena noera är en tvåvingeart som först beskrevs av Henry J. Reinhard 1957.  Chetogena noera ingår i släktet Chetogena och familjen parasitflugor. Inga underarter finns listade i Catalogue of Life.